# Jérémy Faug-Porret
Pour les articles homonymes, voir Porret.
Jérémy Faug-Porret (né le 4 février 1987 à Chambéry, Savoie, France) est un footballeur français évoluant au poste d'arrière gauche ou de defenseur central.

## Biographie
À l'âge de 16 ans il n'est pas conservé par l'Olympique lyonnais et rebondit à l'ASOA Valence. En 2005, Valence est en dépôt de bilan et il part en DH Rhône-Alpes au SO Chambéry faute de propositions.
Deux ans après, il arrive à Strasbourg pour ses études et joue chez les Pierrots Vauban de Strasbourg. Il y reste trois ans et obtient un master entraînement, préparation physique et management du sportif. En 2010, il signe avec la réserve du RC Strasbourg où il occupe les fonctions de joueur et de préparateur physique. Il devient un pilier de cette équipe avec 24 apparitions en championnat pour deux buts qui finit en tête de sa poule en fin de saison. Durant la saison, il joue un match de coupe de France contre Thaon-les-Vosges avec l'équipe première. Ce sera son seul match avec l'équipe fanion puisqu'il ne prolonge avec le RCS qui est en difficulté financière.
Il effectue durant l'été 2011, un essai concluant dans le club bulgare du Chernomorets Bourgas et signe alors son premier contrat professionnel. Il joue 28 matchs pour un but marqué lors de sa première saison.
En février 2016, il s’engage avec le Servette FC, en 3e division suisse.
En juillet 2017, le défenseur français signe au Kazakhstan et plus précisément à Aktobe.